# Listă de filme fantastice din anii 2020
Aceasta este o listă de filme fantastice din anii 2020:

## Lista
Format:TOCyears
| Titlu                                                          | Regizor                                                                          | Distribuția | Țara                          | Studio | Note                    | Premiera            |
| -------------------------------------------------------------- | -------------------------------------------------------------------------------- | --- | ----------------------------- | --- | ----------------------- | ------------------- |
| 2020                                                           |                                                                                  | |                               | |                         |                     |
| Artemis Fowl                                                   | Kenneth Branagh                                                                  | Ferdia Shaw, Lara McDonnell, Josh Gad, Tamara Smart, Nonso Anozie, Colin Farrell, Judi Dench | SUA                           | Walt Disney Pictures | [ 1 ]                   | June 12, 2020       |
| Baba Yaga: Terror of the Dark Forest                           | Svyatoslav Podgaevsky                                                            | Oleg Chugunov, Glafira Golubeva, Artyom Zhigulin, Svetlana Ustinova, Maryana Spivak, Aleksey Rozin | Rusia                         | Central Partnership, QS Films, Non-Stop Production                                                                         | [ 2 ]                   | februarie 27, 2020  |
| Bad President                                                  | Param Gill                                                                       | Jeff Rector, Eddie Griffin | SUA                           | Independent | [ 3 ]                   | octombrie 12, 2020  |
| Come Away                                                      | Brenda Chapman                                                                   | David Oyelowo, Anna Chancellor, Angelina Jolie, Michael Caine, Clarke Peters, Gugu Mbatha-Raw, David Gyasi, Derek Jacobi                                                                               | SUA, Regatul Unit             | Relativity Media, Endurance Media, Fred Films, Yoruba Saxon Productions                                                    | [ 4 ]                   | noiembrie 13, 2020  |
| Demon Slayer: Kimetsu no Yaiba the Movie: Mugen Train          | Haruo Sotozaki                                                                   | Natsuki Hanae, Akari Kitō, Yoshitsugu Matsuoka, Hiro Shimono, Satoshi Hino | Japonia                       | Toho, Aniplex | [ 5 ]                   | octombrie 16, 2020  |
| Dolittle                                                       | Stephen Gaghan                                                                   | Robert Downey Jr., Antonio Banderas, Michael Sheen, Emma Thompson, Rami Malek, John Cena, Kumail Nanjiani, Octavia Spencer, Tom Holland, Craig Robinson, Ralph Fiennes, Selena Gomez, Marion Cotillard | SUA                           | Universal Pictures, Roth/Kirschenbaum Films, Team Downey, Perfect World Pictures                                           | [ 6 ]                   | ianuarie 17, 2020   |
| Doraemon: Nobita's New Dinosaur                                | Kazuaki Imai                                                                     | Wasabi Mizuta, Megumi Ōhara, Yumi Kakazu, Subaru Kimura, Tomokazu Seki | Japonia                       | Toho | [ 7 ]                   | august 7, 2020      |
| Dragon Rider                                                   | Tomer Eshed                                                                      | Thomas Brodie-Sangster, Felicity Jones, Freddie Highmore, Patrick Stewart | Germania                      | Constantîn film, Rise Pictures, Cyborn 3D                                                                                  | [ 8 ]                   | octombrie 16, 2020  |
| Dragonheart: Vengeance                                         | Ivan Silvestrini                                                                 | Joseph Millson, Jack Kane, Helena Bonham Carter | SUA, Romania                  | Universal Pictures Home Entertainment, Raffaella Productions                                                               | [ 9 ]                   | februarie 4, 2020   |
| Fantasy Island                                                 | Jeff Wadlow                                                                      | Michael Peña, Maggie Q, Lucy Hale, Austin Stowell, Jimmy O. Yang, Ryan Hansen, Portia Doubleday, Michael Rooker                                                                                        | SUA                           | Columbia Pictures, Blumhouse Productions                                                                                   | [ 10 ]                  | februarie 14, 2020  |
| Fate/stay night: Heaven's Feel III. spring song                | Tomonori Sudō                                                                    | Noriaki Sugiyama, Noriko Shitaya, Yuu Asakawa, Mai Kadowaki, Kana Ueda, Ayako Kawasumi | Japonia                       | Ufotable, Aniplex | [ 11 ]                  | august 15, 2020     |
| Godmothered                                                    | Sharon Maguire                                                                   | Isla Fisher, Jillian Bell | SUA                           | Disney+ |                         | decembrie 4, 2020   |
| Gretel & Hansel                                                | Oz Perkins                                                                       | Sophia Lillis, Sam Leakey, Charles Babalola, Jessica De Gouw, Alice Krige | SUA                           | Orion Pictures, Bron Creative                                                                                              | [ 12 ]                  | ianuarie 31, 2020   |
| I Am Fear                                                      | Kevin Shulman                                                                    | Kristina Klebe, Eoin Macken, Faran Tahir, Christian Oliver, Bill Moseley, William Forsythe | SUA                           | Roxwell Films, Shout! Factory                                                                                              | [ 13 ]                  | februarie 21, 2020  |
| Love and Monsters                                              | Michael Matthews                                                                 | Dylan O'Brien, Jessica Henwick, Dan Ewing, Ariana Greenblatt, Michael Rooker | SUA                           | Paramount Pictures, 21 Laps Entertainment, Entertainment One                                                               | [ 14 ]                  | octombrie 16, 2020  |
| May the Devil Take You Too                                     | Timo Tjahjanto                                                                   | Chelsea Islan, Widika Sidmore, Hadijah Shahab, Baskara Mahendra, Shareefa Daanish | Indonesia                     | Shudder | [ 15 ]                  | februarie 27, 2020  |
| A Mermaid in Paris                                             | Mathias Malzieu                                                                  | Nicolas Duvauchelle, Marilyn Lima, Romane Bohringer, Rossy de Palma, Tchéky Karyo, Alexis Michalik, Rodolphe Pauly                                                                                     | Franța                        | Sony Pictures Releasing | [ 16 ]                  | March 11, 2020      |
| Mookuthi Amman                                                 | RJ Balaji                                                                        | Nayanthara, RJ Balaji, Urvashi | India                         | Disney+ Hotstar | [ 17 ]                  | noiembrie 14, 2020  |
| Mortal                                                         | André Øvredal                                                                    | Nat Wolf, Iben Akerlie, Per Frisch, Per Egil Aske, Priyanka Bose | Norway                        | Saban Films | [ 18 ]                  | februarie 28, 2020  |
| Mortal Kombat Legends: Scorpion's Revenge                      | Ethan Spaulding                                                                  | Patrick Seitz, Steve Blum, Jordan Rodrigues, Darin De Paul, Joel McHale, Jennifer Carpenter | SUA                           | Warner Bros. Home Entertainment                                                                                            | [ 19 ]                  | April 14, 2020      |
| Mulan                                                          | Niki Caro                                                                        | Yifei Liu, Donnie Yen, Tzi Ma, Jason Scott Lee, Yoson An, Ron Yuan, Gong Li, Jet Li | SUA                           | Walt Disney Pictures | [ 20 ]                  | septembrie 4, 2020  |
| Onward                                                         | Dan Scanlon                                                                      | Tom Holland, Chris Pratt, Julia Louis-Dreyfus, Octavia Spencer | SUA                           | Walt Disney Pictures, Pixar                                                                                                | [ 21 ]                  | March 6, 2020       |
| Sonic the Hedgehog                                             | Jeff Fowler                                                                      | James Marsden, Ben Schwartz, Tika Sumpter, Jim Carrey | SUA                           | Paramount Pictures, Sega Sammy Group, Original Film, Marza Animation Planet, Blur Studio                                   | [ 22 ]                  | februarie 14, 2020  |
| Soul                                                           | Pete Docter                                                                      | Jamie Foxx, Tina Fey, Graham Norton, Rachel House, Alice Braga, Richard Ayoade, Phylicia Rashad, Donnell Rawlings, Questlove, Angela Bassett                                                           | SUA                           | Walt Disney Pictures, Pixar                                                                                                | [ 23 ]                  | decembrie 25, 2020  |
| Take a Spin in the Air                                         | Cristián Sánchez Garfias                                                         | Rodrigo González Larrondo, Cristóbal Bascuñán, Diego Madrigal, Zacarías del Río, Ana María Zabala, Camila Leppe, José Ignacio Diez, Daniel Pérez                                                       | Chile                         | Nómada Producciones | [ 24 ]                  | October 15, 2020    |
| The Craft: Legacy                                              | Zoe Lister-Jones                                                                 | Cailee Spaeny, Gideon Adlon, Lovie Simone, Zoey Luna, Nicholas Galitzine, Michelle Monaghan, David Duchovny                                                                                            | SUA                           | Columbia Pictures, Blumhouse Productions                                                                                   | [ 25 ]                  | octombrie 28, 2020  |
| The Promise of Return                                          | Cristián Sánchez Garfias                                                         | Natalia Martínez, Manuel Hübner, José Ignacio Diez, Anderson Tudor, Beatriz Carillo, Rafael Jean François, Daniel Pérez                                                                                | Chile                         | Nómada Producciones | [ 24 ]                  | October 15, 2020    |
| The Secret Garden                                              | Marc Munden                                                                      | Colin Firth, Julie Walters, Dixie Egerickx, Edan Hayhurst, Amir Wilson | Franța                        | Sky, StudioCanal, Heyday Films                                                                                             | [ 26 ]                  | august 7, 2020      |
| The Turning                                                    | Floria Sigismondi                                                                | Mackenzie Davis, Finn Wolfhard, Brooklynn Prince, Joely Richardson | SUA                           | Universal Pictures, DreamWorks Pictures, Amblin Entertainment, Vertigo Entertainment                                       | [ 27 ]                  | ianuarie 24, 2020   |
| The Witches                                                    | Robert Zemeckis                                                                  | Anne Hathaway, Octavia Spencer, Stanley Tucci, Kristin Chenoweth | SUA                           | Warner Bros. Pictures, HBO Max                                                                                             | [ 28 ]                  | octombrie 22, 2020  |
| The Yin-Yang Master: Dream of Eternity                         | Guo Jingming                                                                     | Deng Lun, Mark Chao, Olivia Wang, Wang Duo | China                         | Hehe Pictures, ZUI, Thinkingdom Pictures, Shanghai Film Group, Black Ant Film                                              | [ 29 ]                  | decembrie 25, 2020  |
| Trolls World Tour                                              | Walt Dohrn                                                                       | Anna Kendrick, Justin Timberlake, Rachel Bloom, James Corden, Ron Funches, Kelly Clarkson, Anderson .Paak, Sam Rockwell, George Clinton, Mary J. Blige, Carlos Saldanha                                | SUA                           | Universal Pictures, DreamWorks Animation                                                                                   | [ 30 ]                  | April 10, 2020      |
| Wolfwalkers                                                    | Tomm Moore, Ross Stewart                                                         | Honor Kneafsey, Eva Whittaker, Sean Bean, Simon McBurney, Tommy Tiernan, Jon Kenny, John Morton, Maria Doyle Kennedy                                                                                   | Ireland, Regatul Unit, Franța | Cartoon Saloon, Melusine Productions                                                                                       | [ 31 ]                  | decembrie 2, 2020   |
| Wonder Woman 1984                                              | Patty Jenkins                                                                    | Gal Gadot, Chris Pine, Kristen Wiig, Pedro Pascal, Robin Wright, Connie Nielsen | SUA                           | Warner Bros. Pictures, DC Films                                                                                            | [ 32 ]                  | decembrie 25, 2020  |
| Ill: Final Contagium                                           | Lucio A Rojas, Lorenzo Zannoni, Domiziano, Kristhoparo                           | Ximena Del Solar, Felipe Rios, Chiara Pavoni, Max Evans. | Italy-Chile-Germania          | Fascinante films | [ 33 ] [ 34 ]           | September 25, 2020  |
| 2021                                                           |                                                                                  | |                               | |                         |                     |
| Antlers                                                        | Scott Cooper                                                                     | Keri Russell, Jesse Plemons, Jeremy T. Thomas, Graham Greene, Scott Haze, Rory Cochrane, Amy Madigan                                                                                                   | SUA                           | Searchlight Pictures, Double Dare Productions, Phantom Four                                                                | [ 35 ]                  | octombrie 29, 2021  |
| Apps                                                           | Lucio A. Rojas, Sandra Arriagada, Josè Miguel Zúñiga, Camilo León, Samot Márquez | Tutú Vidaurre, Clara Kovacic, Fernanda Finterbusch, León Arriagada, Néstor Cantillana, Nicolás Durán, Ignacia Uribe. Ximena del Solar.                                                                 | Chile, Argentina              | Fascinante Films, Mastodonte, Femtastica Films, Pragma Films                                                               | [ 36 ]                  | iulie 10, 2021      |
| Bright: Samurai Soul                                           | Kyōhei Ishiguro                                                                  | Yūki Nomura, Daisuke Hirakawa, Shion Wakayama, Miyavi, Maaya Sakamoto, Kenjiro Tsuda, Chafurin, Mamoru Miyano, Kenichi Suzumura                                                                        | SUA, Japonia                  | Netflix, Arect | [ 37 ]                  | octombrie 12, 2021  |
| Candyman                                                       | Nia DaCosta                                                                      | Yahya Abdul-Mateen II, Teyonah Parris, Nathan Stewart-Jarrett, Colman Domingo | SUA                           | Universal Pictures, Monkeypaw Productions                                                                                  | [ 38 ]                  | august 27, 2021     |
| Cinderella                                                     | Kay Cannon                                                                       | Camila Cabello, Billy Porter, Idina Menzel, Nicholas Galitzine, James Corden, John Mulaney, Minnie Driver, Pierce Brosnan                                                                              | SUA                           | Columbia Pictures, Fulwell 73                                                                                              | [ 39 ]                  | iulie 16, 2021      |
| Dynasty Warriors                                               | Roy Chow                                                                         | Louis Koo, Carina Lau, Wang Kai, Tony Yang, Han Geng, Justin Cheung, Gulnazar, Ray Lui | Hong Kong, China              | Newport Entertainment | [ 40 ]                  | April 29, 2021      |
| Encanto                                                        | Byron Howard, Jared Bush                                                         | Stephanie Beatriz, María Cecilia Botero, John Leguizamo, Mauro Castillo, Jessica Darrow, Angie Cepeda, Carolina Gaitán, Diane Guerrero, Wilmer Valderrama                                              | SUA                           | Walt Disney Pictures, Walt Disney Animation Studios                                                                        | [ 41 ]                  | noiembrie 24, 2021  |
| Freaks Out                                                     | Gabriele Mainetti                                                                | Claudio Santamaria, Pietro Castellitto, Giancarlo Martini, Aurora Giovinazzo, Giorgio Tirabassi, Max Mazzotta, Franz Rogowski                                                                          | Italy                         | Goon Films, Lucky Red, Rai Cinema                                                                                          | [ 42 ]                  | octombrie 28, 2021  |
| Ghostbusters: Afterlife                                        | Jason Reitman                                                                    | Carrie Coon, Finn Wolfhard, Mckenna Grace, Annie Potts, Ernie Hudson, Paul Rudd | SUA                           | Columbia Pictures, Bron Creative, Ghost Corps, The Montecito Picture Company, Right of Way Films                           | [ 43 ]                  | noiembrie 11, 2021  |
| Jungle Cruise                                                  | Jaume Collet-Serra                                                               | Dwayne Johnson, Emily Blunt, Édgar Ramírez, Jack Whitehall, Jesse Plemons, Paul Giamatti | SUA                           | Walt Disney Studios Motion Pictures, Seven Bucks Productions, Davis Entertainment, Flynn Picture Company                   | [ 44 ]                  | iulie 30, 2021      |
| Luca                                                           | Enrico Casarosa                                                                  | Jacob Tremblay, Jack Dylan Grazer, Emma Berman, Saverio Raimondo, Maya Rudolph, Marco Barricelli, Jim Gaffigan                                                                                         | SUA                           | Walt Disney Pictures, Pixar, Disney+                                                                                       | [ 45 ]                  | iulie 11, 2021      |
| Mortal Kombat                                                  | Simon McQuoid                                                                    | Lewis Tan, Jessica McNamee, Josh Lawson, Tadanobu Asano, Mehcad Brooks, Ludi Lin, Chin Han, Joe Taslim, Hiroyuki Sanada                                                                                | SUA                           | Warner Bros. Pictures, New Line Cinema, Atomic Monster                                                                     | [ 46 ]                  | April 23, 2021      |
| Nightbooks                                                     | David Yarovesky                                                                  | Krysten Ritter, Winslow Fegley, Lidya Jewett | SUA                           | Netflix, Ghost House Pictures                                                                                              | [ 47 ]                  | septembrie 15, 2021 |
| Old                                                            | M. Night Shyamalan                                                               | Gael García Bernal, Vicky Krieps, Rufus Sewell, Ken Leung, Nikki Amuka-Bird, Abbey Lee, Aaron Pierre, Alex Wolff, Embeth Davidtz, Eliza Scanlen, Emun Elliott, Kathleen Chalfant, Thomasin McKenzie    | SUA                           | Universal Pictures, Blinding Edge Pictures                                                                                 | [ 48 ]                  | iulie 23, 2021      |
| Peter Rabbit 2: The Runaway                                    | Will Gluck                                                                       | Rose Byrne, Domhnall Gleeson, David Oyelowo, Elizabeth Debicki, Lennie James, Margot Robbie, James Corden                                                                                              | SUA, Australia, Regatul Unit  | Columbia Pictures, Animal Logic, MRC, 2.0 Entertainment, Olive Bridge Entertainment                                        | [ 49 ]                  | March 25, 2021      |
| Raya and the Last Dragon                                       | Don Hall, Carlos López Estrada                                                   | Kelly Marie Tran, Awkwafina, Izaac Wang, Gemma Chan, Daniel Dae Kim, Benedict Wong, Sandra Oh, Thalia Tran, Lucille Soong, Alan Tudyk                                                                  | SUA                           | Walt Disney Pictures, Walt Disney Animation Studios                                                                        | [ 50 ]                  | March 5, 2021       |
| Secret Magic Control Agency                                    | Aleksey Tsitsilin                                                                | Nicholas Corda, Sylvana Joyce, Alyson Rosenfeld, Courtney Shaw, Erica Schroeder, Marc Thompson | Rusia, SUA                    | Wizart Animation, CTB Film Company, QED International, Sony Pictures Releasing, Netflix                                    | [ 51 ]                  | March 18, 2021      |
| Shang-Chi and the Legend of the Ten Rings                      | Destin Daniel Cretton                                                            | Simu Liu, Awkwafina, Meng'er Zhang, Fala Chen, Florian Munteanu, Benedict Wong, Michelle Yeoh, Ben Kingsley, Tony Leung                                                                                | SUA                           | Walt Disney Studios Motion Pictures, Marvel Studios                                                                        | [ 52 ]                  | septembrie 3, 2022  |
| Space Jam: A New Legacy                                        | Malcolm D. Lee                                                                   | LeBron James, Don Cheadle, Khris Davis, Sonequa Martin-Green, Cedric Joe, Jeff Bergman, Eric Bauza, Zendaya                                                                                            | SUA                           | Warner Bros. Pictures, Warner Animation Group, Proximity Media, SpringHill Entertainment                                   | [ 53 ]                  | iulie 16, 2021      |
| The Conjuring: The Devil Made Me Do It                         | Michael Chaves                                                                   | Patrick Wilson, Vera Farmiga, Ruairi O'Connor, Sarah Catherine Hook, Julian Hilliard | SUA                           | Warner Bros. Pictures, New Line Cinema, The Safran Company, Atomic Monster                                                 | [ 54 ]                  | June 4, 2021        |
| The Great Yokai War: Guardians                                 | Takashi Miike                                                                    | Kokoro Terada, Hana Sugisaki, Sakura Ando, Takahiro Miura, Yuko Oshima, Eiji Akaso, Renji Ishibashi, Kenichi Endō, Akira Emoto, Nanako Matsushima, Kazuki Kitamura, Nao Ōmori, Takao Osawa             | Japonia                       | OLM, Toho, Kadokawa Pictures                                                                                               | [ 55 ]                  | august 13, 2020     |
| The Green Knight                                               | David Lowery                                                                     | Dev Patel, Alicia Vikander, Joel Edgerton, Sarita Choudhury, Sean Harris, Kate Dickie, Barry Keoghan, Ralph Ineson                                                                                     | SUA                           | A24, Ley Line Entertainment, Bron Studios, Sailor Bear                                                                     | [ 56 ]                  | iulie 31, 2021      |
| The Last Warrior: Root of Evil                                 | Dmitriy Dyachenko                                                                | Viktor Khorinyak, Mila Sivatskaya, Ekaterina Vilkova, Elena Yakovleva, Konstantin Lavronenko, Sergey Burunov, Yelena Valyushkina, Kirill Zaytsev, Timofey Tribuntsev, Garik Kharlamov                  | Rusia                         | Walt Disney Studios Motion Pictures, CIS, Yellow, Black & White, Rusia-1, Cinema Fund                                      | [ 57 ]                  | ianuarie 1, 2021    |
| The Last Warrior: A Messenger of Darkness                      | Dmitriy Dyachenko                                                                | Viktor Khorinyak, Mila Sivatskaya, Ekaterina Vilkova, Elena Yakovleva, Konstantin Lavronenko, Sergey Burunov, Yelena Valyushkina, Kirill Zaytsev, Garik Kharlamov, Timofey Tribuntsev                  | Rusia                         | Walt Disney Studios Motion Pictures, CIS, Yellow, Black & White, Rusia-1, Cinema Fund                                      | [ 58 ]                  | decembrie 23, 2021  |
| The North Wind                                                 | Renata Litvinova                                                                 | Renata Litvinova, Anton Shagin, Sofya Ernst, Galina Tyunina, Tatyana Piletskaya, Svetlana Khodchenkova, Nikita Kukushkin, Ulyana Dobrovskaya                                                           | Rusia                         | Sony Pictures Releasing, Fond Zapredelye                                                                                   | [ 59 ]                  | februarie 6, 2021   |
| The Witcher: Nightmare of the Wolf                             | Kwang Il Han                                                                     | Theo James, Lara Pulver, Graham McTavish, Mary McDonnell | SUA                           | Netflix, Studio Mir | [ 60 ]                  | august 23, 2021     |
| Trollhunters: Rise of the Titans                               | Johane Matte, Francisco Ruiz Velasco, Andrew Schmidt                             | Emile Hirsch, Lexi Medrano, Charlie Saxton, Kelsey Grammer, Fred Tatasciore, Tatiana Maslany, Diego Luna, Nick Offerman, Colin O'Donoghue, Alfred Molina, Steven Yeun, Cole Sand                       | SUA                           | Netflix, DreamWorks Animation, Double Dare Productions                                                                     | [ 61 ]                  | iulie 21, 2021      |
| Upon the Magic Roads                                           | Oleg Pogodin                                                                     | Anton Shagin, Pavel Derevyanko, Paulina Andreeva, Mikhail Yefremov, Yan Tsapnik, Oleg Taktarov, Lyasan Utiasheva, Aleksandr Semchev                                                                    | Rusia                         | Sony Pictures Releasing, CTB Film Company, Rusia-1, CGF Company, Cinema Fund                                               | [ 62 ]                  | March 11, 2021      |
| 2022                                                           |                                                                                  | |                               | |                         |                     |
| A Fairy Tale After All                                         | Erik Peter Carlson                                                               | Emily Shenaut, Brian Hull, Gabriel Burrafato, Bridget Winder, Timothy N. Kopacz, Anna Brisbin | SUA                           | Vertical Entertainment | [ 63 ]                  | februarie 18, 2022  |
| Black Adam                                                     | Jaume Collet-Serra                                                               | Dwayne Johnson, Noah Centineo, Aldis Hodge, Sarah Shahi, Quintessa Swindell, Pierce Brosnan | SUA                           | Warner Bros. Pictures, DC Films, Seven Bucks Productions                                                                   | [ 64 ]                  | octombrie 21, 2022  |
| Brahmāstra                                                     | Ayan Mukerji                                                                     | Amitabh Bachchan, Ranbir Kapoor, Alia Bhatt, Mouni Roy, Nagarjuna Akkineni | India                         | Fox Star Studios, Dharma Productions                                                                                       | [ 65 ]                  | septembrie 2, 2022  |
| Disenchanted                                                   | Adam Shankman                                                                    | Amy Adams, Patrick Dempsey, Idina Menzel, James Marsden, Maya Rudolph, Yvette Nicole Brown, Jayma Mays                                                                                                 | SUA                           | Disney+ | [ 66 ]                  | noiembrie 18, 2022  |
| Fantastic Beasts: The Secrets of Dumbledore                    | David Yates                                                                      | Eddie Redmayne, Katherine Waterston, Dan Fogler, Alison Sudol, Ezra Miller, Callum Turner, William Nadylam, Poppy Corby-Tuech, Jessica Williams, Jude Law, Mads Mikkelsen                              | SUA                           | Warner Bros. Pictures, Heyday Films                                                                                        | [ 67 ]                  | April 15, 2022      |
| Hocus Pocus 2                                                  | Anne Fletcher                                                                    | Bette Midler, Sarah Jessica Parker, Kathy Najimy, Sam Richardson, Tony Hale | SUA                           | Disney+ | [ 68 ]                  | septembrie 30, 2022 |
| Hotel Transylvania: Transformania                              | Jeniffer Kluska, Derek Drymon                                                    | Brian Hull, Andy Samberg, Selena Gomez, Kathryn Hahn, Steve Buscemi, David Spade, Keegan-Michael Key, Asher Blinkoff, Brad Abrell, Fran Drescher, Jim Gaffigan, Molly Shannon                          | SUA                           | Prime Video, Columbia Pictures, Sony Pictures Animation, Perfect World Pictures, MRC                                       | [ 69 ]                  | ianuarie 14, 2022   |
| Luck                                                           | Peggy Holmes                                                                     | Jane Fonda, Whoopi Goldberg | SUA                           | Apple TV+, Skydance Animation                                                                                              | [ 70 ]                  | august 5, 2022      |
| Minions: The Rise of Gru                                       | Kyle Balda                                                                       | Pierre Coffin, Steve Carell, Taraji P. Henson, Michelle Yeoh, RZA, Jean-Claude Van Damme, Lucy Lawless, Dolph Lundgren, Danny Trejo, Russell Brand, Julie Andrews, Alan Arkin                          | SUA                           | Universal Pictures, Illumination                                                                                           | [ 71 ]                  | iulie 1, 2022       |
| My Father's Dragon                                             | Nora Twomey                                                                      | | SUA, Ireland                  | Netflix, Netflix Animation, Cartoon Saloon, Mockingbird Pictures, Parallel Films                                           | [ 72 ]                  | noiembrie 11, 2022  |
| Nahuel and the Magic Book                                      | German Acuna                                                                     | Consuelo Pizarro, Muriel Binavides, Marcelo Liapiz, Sebastian Dupont, Vanessa Silva, Sandro Larenas, Jorge Lillo                                                                                       | Chile, Brazil                 | Carburadores Levante Filmes Punkrobot Animation Studios Red Animation Studios Dragao Studios LMS Studios Draftoons Studios |                         | ianuarie 20, 2022   |
| Puss in Boots: The Last Wish                                   | Joel Crawford                                                                    | Antonio Banderas, Salma Hayek, Olivia Colman, Harvey Guillén, Samson Kayo, Wagner Moura, Anthony Mendez, John Mulaney, Florence Pugh, Da'Vine Joy Randolph, Ray Winstone                               | SUA                           | Universal Pictures, DreamWorks Animation                                                                                   | [ 73 ]                  | decembrie 21, 2022  |
| Slumberland                                                    | Francis Lawrence                                                                 | Marlow Barkley, Jason Momoa, Weruche Opia, India de Beaufort, Kyle Chandler, Chris O'Dowd | SUA                           | Netflix, Chernin Entertainment                                                                                             | [ 74 ]                  | noiembrie 18, 2022  |
| Sonic the Hedgehog 2                                           | Jeff Fowler                                                                      | Ben Schwartz, James Marsden, Tika Sumpter, Jim Carrey | SUA                           | Paramount Pictures, Sega Sammy Group, Original Film, Marza Animation Planet, Blur Studio                                   | [ 75 ]                  | April 8, 2022       |
| The Amazing Maurice                                            | Toby Genkel, Florian Westermann                                                  | Hugh Laurie, Emilia Clarke, David Thewlis, Himesh Patel, Gemma Arterton, Hugh Bonneville | Regatul Unit, Germania        | Sky Cinema, Now | [ 76 ]                  | noiembrie 13, 2022  |
| The Haunted House: The Dimensional Goblin and the Seven Worlds | Byun Young-kyu                                                                   | Jo Hyeon-jeong, Kim Young-eun, Kim Chae-ha, Kang Sae-bom, Yang Jeong-hwa | South Korea                   | CJ ENM, Studio BAZOOKA | [ 77 ] [ 78 ]           | December 14, 2022   |
| The School for Good and Evil                                   | Paul Feig                                                                        | Sophia Anne Caruso, Sofia Wylie, Laurence Fishburne, Michelle Yeoh, Jamie Flatters, Kit Young, Peter Serafinowicz, Kerry Washington, Charlize Theron                                                   | SUA                           | Netflix, Roth/Kirschenbaum Films, Feigco Entertainment                                                                     | [ 79 ]                  | octombrie 19, 2022  |
| The Sea Beast                                                  | Chris Williams                                                                   | Karl Urban, Zaris-Angel Hator, Jared Harris, Marianne Jean-Baptiste | SUA                           | Netflix, Netflix Animation                                                                                                 | [ 80 ]                  | iulie 8, 2022       |
| Three Thousand Years of Longing                                | George Miller                                                                    | Idris Elba, Tilda Swinton | SUA                           | Amazon Prime Video, Metro-Goldwyn-Mayer                                                                                    | [ 81 ]                  | august 31, 2022     |
| Turning Red                                                    | Domee Shi                                                                        | Rosalie Chiang, Sandra Oh | SUA                           | Walt Disney Pictures, Disney+, Pixar                                                                                       | [ 82 ]                  | March 11, 2022      |
| Brahmāstra: Part One – Shiva                                   | Ayan Mukerji                                                                     | Ranbir Kapoor, Alia Bhatt Amitabh Bachchan | India                         | Dharma Productions | [ 83 ]                  | September 10, 2022  |
| 2023                                                           |                                                                                  | |                               | |                         |                     |
| Aquaman and the Lost Kingdom                                   | James Wan                                                                        | Jason Momoa, Amber Heard, Willem Dafoe, Patrick Wilson, Dolph Lundgren, Yahya Abdul-Mateen II, Temuera Morrison, Nicole Kidman                                                                         | SUA                           | Warner Bros. Pictures, DC Films, The Safran Company, Atomic Monster                                                        | [ 84 ] [ 85 ]           | decembrie 22, 2023  |
| Barbie                                                         | Greta Gerwig                                                                     | Margot Robbie, Ryan Gosling | SUA                           | Warner Bros. Pictures, Heyday Films, NB/GG Pictures, LuckyChap Entertainment, Mattel Films                                 | [ 86 ]                  | iulie 21, 2023      |
| Dark Harvest                                                   | David Slade                                                                      | Casey Likes, E'myri Crutchfield, Jeremy Davies, Elizabeth Reaser, Luke Kirby | SUA                           | Metro-Goldwyn-Mayer | [ 87 ]                  | octombrie 11, 2023  |
| Dungeons & Dragons: Honor Among Thieves                        | John Francis Daley, Jonathan Goldstein                                           | Chris Pine, Michelle Rodriguez, Justice Smith, Regé-Jean Page, Hugh Grant, Sophia Lillis | SUA                           | Paramount Pictures, eOne                                                                                                   | [ 88 ]                  | March 31, 2023      |
| Evil Dead Rise                                                 | Lee Cronin                                                                       | Alyssa Sutherland, Lily Sullivan, Gabrielle Echols, Morgan Davies, Nell Fisher | SUA                           | Warner Bros. Pictures, New Line Cinema, Ghost House Pictures                                                               | [ 89 ]                  | April 21, 2023      |
| Insidious: The Red Door                                        | Patrick Wilson                                                                   | Rose Byrne, Patrick Wilson, Ty Simpkins | SUA                           | Sony Pictures Releasing, Blumhouse Productions                                                                             | [ 90 ]                  | iulie 7, 2023       |
| Knights of the Zodiac                                          | Tomasz Bagiński                                                                  | Sean Bean, Madison Iseman, Famke Janssen | SUA, Japonia                  | Sony Pictures Entertainment, Toei Company                                                                                  | [ 91 ]                  | April 28, 2023      |
| Shazam! Fury of the Gods                                       | David F. Sandberg                                                                | Zachary Levi, Asher Angel, Jack Dylan Grazer, Faithe Herman, Grace Fulton, Ian Chen, Jovan Armand, Marta Milans, Cooper Andrews, Rachel Zegler, Lucy Liu, Helen Mirren                                 | SUA                           | Warner Bros. Pictures, DC Films, The Safran Company                                                                        | [ 84 ]                  | March 17, 2023      |
| The Little Mermaid                                             | Rob Marshall                                                                     | Halle Bailey, Jonah Hauer-King, Daveed Diggs, Jacob Tremblay, Awkwafina, Javier Bardem, Melissa McCarthy                                                                                               | SUA                           | Walt Disney Pictures, Lucamar Productions, Marc Platt Productions                                                          | [ 92 ]                  | mai 26, 2023        |
| The Super Mario Bros. Movie                                    | Aaron Horvath, Michael Jelenic                                                   | Chris Pratt, Anya Taylor-Joy, Charlie Day, Jack Black, Keegan-Michael Key, Seth Rogen, Fred Armisen | SUA                           | Universal Pictures, Illumination, Nintendo                                                                                 | [ 93 ]                  | April 5, 2023       |
| Wish                                                           | Chris Buck, Fawn Veerasunthorn                                                   | Ariana DeBose, Chris Pine, Alan Tudyk | SUA                           | Walt Disney Pictures, Walt Disney Animation Studios                                                                        | [ 94 ]                  | noiembrie 22, 2023  |
| Wonka                                                          | Paul King                                                                        | Timothée Chalamet, Keegan-Michael Key, Rowan Atkinson, Sally Hawkins, Olivia Colman, Jim Carter | SUA                           | Warner Bros. Pictures, Heyday Films                                                                                        | [ 95 ]                  | decembrie 15, 2023  |
| 2024                                                           |                                                                                  | |                               | |                         |                     |
| Beetlejuice Beetlejuice                                        | Tim Burton                                                                       | Michael Keaton, Winona Ryder, Catherine O'Hara, Jenna Ortega, Justin Theroux, Monica Bellucci, Willem Dafoe                                                                                            | SUA                           | Warner Bros. Pictures, Plan B Entertainment, Tim Burton Productions                                                        | [ 96 ]                  | septembrie 6, 2024  |
| Damsel                                                         | Juan Carlos Fresnadillo                                                          | Millie Bobby Brown, Ray Winstone, Nick Robinson, Shohreh Aghdashloo, Angela Bassett, Robin Wright | SUA                           | Netflix, Roth/Kirschenbaum Films                                                                                           | [ 97 ]                  | March 8, 2024       |
| Harold and the Purple Crayon                                   | Carlos Saldanha                                                                  | Zachary Levi, Lil Rel Howery, Zooey Deschanel, Ravi Patel, Camille Guaty, Tanya Reynolds, Pete Gardner                                                                                                 | SUA                           | Columbia Pictures, Davis Entertainment                                                                                     | [ 98 ]                  | august 2, 2024      |
| Hot Frosty                                                     | Jerry Ciccoritti                                                                 | Lacey Chabert, Dustin Milligan, Craig Robinson | SUA                           | Netflix | [ 99 ]                  | noiembrie 13, 2024  |
| IF                                                             | John Krasinski                                                                   | Ryan Reynolds, John Krasinski, Phoebe Waller-Bridge, Fiona Shaw, Steve Carell, Alan Kim, Cailey Fleming, Louis Gossett Jr.                                                                             | SUA                           | Paramount Pictures, Maximum Effort                                                                                         | [ 100 ] [ 101 ] [ 102 ] | mai 17, 2024        |
| Moana 2                                                        | David G. Derrick Jr.                                                             | Auliʻi Cravalho, Dwayne Johnson | SUA                           | Walt Disney Pictures, Walt Disney Animation Studios                                                                        | [ 103 ]                 | noiembrie 27, 2024  |
| Mufasa: The Lion King                                          | Barry Jenkins                                                                    | Aaron Pierre, Kelvin Harrison Jr., John Kani, Seth Rogen, Billy Eichner, Tiffany Boone, Donald Glover, Mads Mikkelsen, Thandiwe Newton, Lennie James, Blue Ivy Carter, Beyoncé Knowles-Carter          | SUA                           | Walt Disney Pictures, Pastel Productions                                                                                   | [ 104 ]                 | decembrie 20, 2024  |
| Sonic the Hedgehog 3                                           | Jeff Fowler                                                                      | Jim Carrey, Ben Schwartz, James Marsden, Tika Sumpter, Idris Elba, Colleen O'Shaughnessey, Keanu Reeves                                                                                                | SUA                           | Paramount Pictures, Sega Sammy Group, Original Film                                                                        | [ 105 ]                 | decembrie 20, 2024  |
| Spellbound                                                     | Vicky Jenson                                                                     | Rachel Zegler, Nicole Kidman, Javier Bardem, Tituss Burgess, John Lithgow, Jenifer Lewis, Nathan Lane                                                                                                  | SUA                           | Netflix, Skydance Animation                                                                                                | [ 106 ]                 | noiembrie 22, 2024  |
| The Lord of the Rings: The War of the Rohirrim                 | Kenji Kamiyama                                                                   | Brian Cox, Gaia Wise, Luke Pasqualino, Miranda Otto, Laurence Ubong Williams, Shaun Dooley | SUA, Japonia                  | Warner Bros. Pictures, New Line Cinema, Warner Bros. Animation, Sola Digital Arts                                          | [ 107 ]                 | decembrie 13, 2024  |
| The Tiger's Apprentice                                         | Raman Hui                                                                        | Henry Golding, Sandra Oh, Michelle Yeoh, Brandon Soo Hoo, Bowen Yang, Sherry Cola, Kheng Hua Tan, Lucy Liu                                                                                             | SUA                           | Paramount+, Paramount Animation                                                                                            | [ 108 ] [ 109 ]         | februarie 2, 2024   |
| Wicked                                                         | Jon M. Chu                                                                       | Ariana Grande, Cynthia Erivo | SUA                           | Universal Pictures, Marc Platt Productions                                                                                 | [ 110 ]                 | noiembrie 22, 2024  |
| Wonderland                                                     | Kim Tae-yong                                                                     | Bae Suzy, Choi Woo-shik, Jung Yu-mi, Park Bo-gum, Tang Wei | South Korea                   | Bom Film Productions, Kirin Productions, Acemaker Movieworks, Netflix                                                      | [ 111 ]                 | June 5, 2024        |